# Sob Suspeita (2000)
Sob Suspeita (Under Suspicion) é um filme franco-estadunidense de 2000 dirigido por Stephen Hopkins.
É um remake do filme francês Garde à vue (Cidadão sob Custódia), e baseado no romance britânico Brainwash, de John Wainwright.
Parte da trilha sonora foi composta por Brian Transeau.

## Sinopse
O rico advogado fiscal Henry Hearst está prestes a dar um discurso em uma festa exclusiva de Ano Novo em Porto Rico. Ele é chamado para a delegacia de polícia para ser questionado sobre o corpo que ele encontrou no dia anterior - o de uma jovem que foi estuprada e assassinada. O capitão Victor Benezet e o detetive Felix Owens questionam-no sobre inconsistências em sua história. Hearst rapidamente percebe que eles acham que ele cometeu o assassinato, bem como a de outra jovem cujo corpo foi encontrado dias antes. Benezet está sob pressão de seu chefe para libertar Hearst para que ele possa dar seu discurso. Como não há nenhuma prova conclusiva, Benezet deve deixá-lo ir.
Na festa, uma multidão está tagarelando e Chantal, a esposa muito mais nova de Henry, tem que manter seu rosto sem emoção. Ela é questionada depois por que ela e seu marido dormem em salas separadas. Pouco a pouco, a história que cada um deles diz mudanças.
Hearst primeiro culpa Chantal por ter ciúmes. Então, descobre que ele gosta de prostitutas baratas e muito jovens e visita sites de pornografia com mulheres vestidas de escolares. Hearst diz que Chantal e seu cunhado, o artista Paco Rodríguez, são amantes. Chantal diz que viu Hearst com sua sobrinha de 13 anos Camille dando seus presentes e tentando seduzi-la. Além disso, ela conta que, uma vez que viu seu marido, lavando suas roupas manchadas de sangue à noite. Hearst nega molestar Camille, mas admite que prefere mulheres muito mais jovens.
Chantal, o proprietário legal da mansão onde moram, assina uma licença para permitir que a polícia procure evidências fortes que liguem seu marido aos assassinatos. No quarto escuro, eles encontram fotografias das duas garotas assassinadas. Quando as fotografias são mostradas para ele na delegacia, Henry diz que não pode acreditar que Chantal iria até aqui.
Pouco tempo depois, Hearst quebra sob a pressão, e a percepção de que sua esposa acha que ele é culpado dos assassinatos. Ele faz uma falsa confissão para os crimes, assim como os detetives são notificados de que o verdadeiro assassino foi preso depois de ter sido " apanhado no ato ". Benezet e Owens então free Hearst. Chantal tenta se conectar com ele fora da delegacia, mas ele não pode perdoá-la por acreditar em ele capaz de assassinar e rejeita-a.